# Chamois (Misuri)
Chamois es una ciudad ubicada en el condado de Osage en el estado estadounidense de Misuri. En el Censo de 2010 tenía una población de 396 habitantes y una densidad poblacional de 387,08 personas por km².

## Geografía
Chamois se encuentra ubicada en las coordenadas 38°40′33″N 91°46′19″O / 38.67583, -91.77194. Según la Oficina del Censo de los Estados Unidos, Chamois tiene una superficie total de 1.02 km², de la cual 0.96 km² corresponden a tierra firme y (6.33%) 0.06 km² es agua.

## Demografía
Según el censo de 2010, había 396 personas residiendo en Chamois. La densidad de población era de 387,08 hab./km². De los 396 habitantes, Chamois estaba compuesto por el 99.24% blancos, el 0% eran afroamericanos, el 0.25% eran amerindios, el 0% eran asiáticos, el 0% eran isleños del Pacífico, el 0.25% eran de otras razas y el 0.25% pertenecían a dos o más razas. Del total de la población el 1.01% eran hispanos o latinos de cualquier raza.